# Secretaria General Tècnica del Ministeri d'Agricultura
La Secretaria General Tècnica del Ministeri d'Agricultura, Pesca i Alimentació és un òrgan d'aquest ministeri que depèn orgànicament de la Subsecretaria d'Agricultura, Pesca i Alimentació.

## Funcions
Les funcions de la Secretaria General Tècnica es regulen en l'article 13 del Reial decret 895/2017:
- La tramitació i informe, si escau, dels assumptes que hagin de sotmetre's a la Comissió General de Secretaris d'Estat i Subsecretaris i al Consell de Ministres.
- Les actuacions relacionades amb la publicació de disposicions i actes administratius del departament en el Butlletí Oficial de l'Estat.
- L'informe i tramitació, si escau, dels projectes dels convenis amb les comunitats autònomes i amb altres entitats públiques i privades, els convenis d'encomana de gestió prevists en l'article 11.3 b) de la Llei 40/2015, d'1 d'octubre, el dipòsit dels convenis de col·laboració que subscriguin els diferents òrgans del Ministeri així com la inscripció dels mateixos en el Registre Electrònic Estatal d'Òrgans i Instruments de Cooperació.
- La coordinació de les actuacions dels diferents òrgans directius del departament relatives al traspàs de funcions i serveis a les comunitats autònomes.
- La tramitació i proposta de resolució dels procediments de reconeixement de títols professionals expedits pels Estats membres de la Unió Europea i altres Estats signataris de l'Acord sobre l'Espai Econòmic Europeu en el que afecta a les professions que es relacionen amb el departament, d'acord amb la normativa específica en la matèria.
- Les actuacions que competeixen al departament en matèria de transparència i accés a la informació, en compliment de disposat en la Llei 19/2013, de 10 de desembre, de transparència, accés a la informació pública i bon govern, que s'exerciran des de la Unitat d'Informació de Transparència del Ministeri.
- La gestió de la informació a la ciutadania en els àmbits competencials del departament.
- El seguiment i coordinació de les actuacions dels diferents òrgans i unitats, en compliment de les seves obligacions derivades de la Llei 27/2006, de 18 de juliol, per la qual es regulen els drets d'accés a la informació, de participació pública i d'accés a la justícia en matèria de medi ambient, i la col·laboració amb els mateixos.
- La coordinació de la producció normativa, que comprèn l'anàlisi, l'informe, la tramitació i l'elaboració, si escau, dels avantprojectes de llei i projectes de disposicions generals que correspongui dictar o proposar al departament, d'acord amb el que es disposa en la Llei 50/1997, de 27 de novembre.
- L'emissió dels informes sobre projectes normatius d'altres departaments ministerials, d'acord amb el que es disposa en la Llei 50/1997, de 27 de novembre.
- L'ordenació normativa del departament, mitjançant el seu impuls i sistematització.
- El seguiment i informe jurídic dels actes i disposicions de les comunitats autònomes en les matèries relacionades amb les competències del departament, incloent si escau la preparació i tramitació dels recursos, requeriments i procediments de col·laboració que procedissin i la participació en la Comissió de Seguiment de Disposicions i Actes de les Comunitats Autònomes.
- L'informe de contestació als recursos contenciós-administratius contra normes estatals quan així se sol·liciti i la preparació de la contestació als requeriments que es plantegessin contra normes estatals.
- La coordinació en l'elaboració, seguiment i execució del Pla Anual Normatiu del departament en col·laboració amb els altres òrgans directius.
- La tramitació i proposta de les resolucions dels recursos administratius, dels expedients de revisió d'ofici dels actes i disposicions; les relacions amb els òrgans jurisdiccionals, així com la tramitació i proposta de resolució de les reclamacions en matèria de responsabilitat patrimonial i de les peticions formulades per via de dret de petició.
- La realització i coordinació, si escau, de les operacions estadístiques dels plans sectorials i les que li siguin assignades al departament en el Pla Estadístic Nacional.
- La coordinació, programació i execució de l'activitat editorial i difusora de les publicacions del Ministeri en els diferents suports i en la secció referida al Ministeri de la Web institucional del departament.
- La direcció dels arxius generals, centres documentals, biblioteques i mediateca del departament.
- El desenvolupament de les funcions pròpies de la Unitat d'Igualtat del Departament, previstes en l'article 77 de la Llei Orgànica 3/2007, de 22 de març, per a la igualtat efectiva de dones i homes.

## Estructura
La Secretaria General Tècnica està integrada per les següents unitats amb nivell orgànic de sotsdirecció general:
- Subsecretaria General Tècnica.
- Subdirecció General de Legislació i Ordenació Normativa.
- Subdirecció General de Recursos i Relacions Jurisdiccionals.
- Subdirecció General d'Estadística.

## Llista de secretaris generals tècnics
- Paloma García-Galán San Miguel (2018-)[2]
- Alfonso Codes Calatrava (2016-2018)[3]
- Adolfo Díaz-Ambrona Medrano (2011-2016)[4]
- Alicia Camacho García (2008-2011)
- Juan José Granado Martín (2004-2008)
- Alfonso Ramos de Molins Sáinz de Baranda (2003-2004)
- Manuel Esteban Pacheco Manchado (2001-2003)
- Lourdes Máiz Carro (2000-2001)
- Manuel Gonzalo González (1996-2000)
- Laureano Lázaro Araújo (1993-1996)
- Julio Blanco Gómez (1991-1993)
- Gabino Escudero Zamora (1988-1991)
- Jordi Carbonell i Sebarroja (1982-1988)
- Antonio Botella García (1982)
- Antonio Herrero Alcón (1980-1981)
- José Manuel Rodríguez Molina (1979-1980)
- José Javier Rodríguez Alcalde (1978-1979)
- Francisco Gómez Irureta (1977-1978)